# Xavier Mas Craviotto
Xavier Mas Craviotto   (Navàs, 11 d'abril de 1996) és un novel·lista i poeta català.

## Biografia
Va estudiar Filologia Catalana i un postgrau en Assessorament Lingüístic i Serveis Editorials a la Universitat de Barcelona. És un dels cofundadors de Com ho diria, una plataforma digital especialitzada en l’argot juvenil del català. Durant quatre anys, va ser professor de llengua i cultura catalanes a la Universitat de Bristol, al Regne Unit. També ha fet de corrector per a diverses editorials i institucions, i ha treballat en nombrosos projectes de llengua i literatura.

## Obra literària
L'any 2018 va guanyar el Premi Documenta de narrativa per la novel·la La mort lenta (L'Altra Editorial, 2019) i es va convertir en l'escriptor més jove a guanyar-lo. El jurat va decidir atorgar-li el premi per "la construcció i la versemblança de la història, per la voluntat de risc tant a nivell de trama com d’estructura, que van endavant i endarrere, per uns recursos estilístics i lingüístics remarcables i un joc constant amb l’ambigüitat dels personatges, com es relacionen i les decisions que prenen."
El mateix any, també va guanyar la primera edició del premi de poesia Salvador Iborra per Renills de cavall negre (Viena Edicions, 2019). Dos anys després, va publicar un segon llibre de poemes, La gran nàusea (LaBreu Edicions, 2021).
El 2022, va guanyar el Premi Ausiàs March de Poesia pel llibre de poemes La llum subterrània (Edicions 62, 2023). L'any següent va publicar la seva segona novel·la, La pell del món (L'Altra Editorial, 2023) i un llibre divulgatiu sobre l'argot juvenil titulat Petem-ho!: manual de català per a boomers i millennials (Rosa dels Vents, 2023). El 2024 va fer una estada a la Residència Literària Finestres.
Ha publicat en reculls de relats col·lectius, com ara Vora el mar (Univers Llibres, 2021), Dies de roses i vi (Edicions de L'Albí, 2021), Grand Hotel (Univers Llibres, 2022) o Cròniques de la veritat prohibida (Pagès Editors, 2025).
Ha participat en un gran nombre d’esdeveniments literaris arreu dels territoris de parla catalana i també a l’estranger, com al Regne Unit i Panamà.

## Obra publicada
Novel·la
- La mort lenta, L'Altra Editorial (Barcelona, 2019)
- La pell del món, L'Altra Editorial (Barcelona, 2023)

Poesia
- Renills de cavall negre, Viena Edicions (Barcelona, 2019)
- La gran nàusea, LaBreu Edicions (Barcelona, 2021)
- La llum subterrània, Edicions 62 (Barcelona, 2023)

## Premis i reconeixements
- 2017 — Premi Gabriel Ferrater d'Òmnium Cultural Baix Camp per Phosphorus i Hesperus[21]
- 2018 — Premi Documenta de narrativa per La mort lenta[22]
- 2018 — Premi Certamen Art Jove de poesia Salvador Iborra per Renills de cavall negre[23]
- 2019 — Premi Tinet de narrativa curta per Geografies de l'absència[24]
- 2022 — Premi Ausiàs March de poesia per La llum subterrània[25]